# Margaret Lucy Wilkins
Margaret Lucy Wilkins (Kingston upon Thames, 13 november 1939) is een Britse componiste, muziekpedagoge en dirigent.

## Levensloop
Wilkins studeerde aan het Trinity College of Music in Londen bij Gladdys Puttick en vervolgens aan de Universiteit van Nottingham, waar zij haar Bachelor of Music behaalde. Zij voltooide aldaar haar studies in compositie bij James Fulkerson en promoveerde tot Doctor of Musical Arts (AMusD) in 1995.
Zij werd docente voor muziektheorie en piano in St Andrews (1964–1976) en aan de Universiteit van Huddersfield (1976–2003). Verder doceerde zij aan de Queen's University Belfast in 1995.
Wilkins was medeoprichter van het Scottish Early Music Consort in 1969 en later ook van het ensemble Polyphonia (1969), dat zich op de interpretatie van de hedendaagse muziek focuste. Van het laatstgenoemde ensemble was zij ook dirigent (1989-1993).
Als componiste schreef zij werken voor verschillende genres (werken voor orkest, brassband, koperensembles, kamermuziek, vocale muziek). Haar werken werden naast Groot-Brittannië uitgevoerd in Nederland, Centraal-Europa, Oost-Europa, Zuid-Amerika, de Verenigde Staten en Azië. Zij is lid van het bestuur van de British Academy of Composers and Songwriters, van de Society for the Promotion of New Music alsook van de International Alliance of Women in Music.

## Composities

### Werken voor orkest
- 1970 Concerto grosso
- 1972 Dance variations, voor strijkorkest en klavecimbel
- 1973 Hymn to Creation, voor orkest, op. 24
- 1976 Music of the Spheres, voor orkest, op. 29
- 1989 Symfonie - première: 23 juli 1999 door het Timisoara Symphony Orchestra o.l.v. Barrie Webb
- 1991 Musica angelorum, voor twaalf solostrijkers

### Werken voor brassband en koperensembles
- 1987 Epistola da San Marco, voor brassband, op. 44
- 1999 Rituelle, voor 2 pauken, buisklokken, 6 ensembles (4 hoorns, 5 klarinetten, 3 trombones, 3 trompetten, dwarsfluit, klarinet, trompet, trombone, 5 dwarsfluiten)

### Kerkmuziek
- 1981 Revelations of the Seven Angels, sopraan, strijkkwartet, kathedraalkoor (jongen (SA); mannen (TB)) en orkest

### Muziektheater

#### Dansmuziek (Ballet)
- 1992 Stringsing dansmuziek (ballet) voor danseressen, dansers en bandrecorder - choreografie: Julie Wilson
- 1994 L'Attente, dansmuziek (ballet) voor danseressen, dansers en bandrecorder - choreografie: Julie Wilson

#### Toneelmuziek
- 1990 Kanal, voor 6-12 zangstemmen en spreekstemmen, 3-17 blaasinstrumenten, slagwerk en elektronica - teksten: Pablo Neruda, Jorge Luis Borges, Bertold Brecht, William Blake en John Milton

### Vocale muziek

#### Werken voor koor
- 1980 Three Skelmanthorpe carols, voor vierstemmig mannenkoor (TTBB), op. 32
  1. Good day, Sir Christemas - anoniem c. 1450
  2. The offering of the Magi - Wakefield Mystery Plays
  3. Come, love we God - tekst: Richard Shaune
- 1981 Gitanjali - six song offerings, voor sopraan, alt, tenor, bas en gemengd koor, op. 35 - tekst: Rabindranath Tagore
  1. Light
  2. Awaiting
  3. Sleep, precious sleep
  4. Dreams, resonant with melodies
  5. Arrival
  6. The world-filling light
- 1982 Lest we forget - a lament for the 6m., voor gemengd koor en synthesizer, op. 37
- 1997 Ring Out, Wild Bells, voor gemengd koor (SSAATBB) en orgel

#### Liederen
- 1970 The Silver Casket, voor sopraan, viool, altviool, cello en klavecimbel, op. 16
- 1971 Witch music - 8 witches' cures, voor mezzosopraan, trompet, klarinet en contrabas, op. 17
- 1972 Struwwelpeter, voor sopraan, 3 klarinetten, piano en slagwerk, op. 21
- 1977 L'allegro, voor contratenor, blokfluit en klavecimbel, op. 30 - tekst: John Milton
- 1981 Ave Maria, voor mezzosopraan, dwarsfluit/buisklokken, klarinet/basklarinet/crotales, viool, altviool, cello, harp, piano/celesta en slagwerk, op. 27 - tekst: vanuit de Chester Mystery Plays en anonieme Engelse lyriek vanuit de 14e en 15e eeuw
- 1983 The Tree of Life, voor tenor, bariton, bas, dwarsfluit (ook: piccolo en altfluit), klarinet, viool, cello, piano en slagwerk - tekst: John Donne
- 1985 Pas de Quatre, voor 4 hobo's

### Kamermuziek
- 1968 Suite for Two, voor viool en altviool
- 1973 Orpheus, voor viool en piano, op. 23
- 1974 Burnt Sienna: Etude, voor strijktrio, op. 25
- 1975 Circus, voor dwarsfluit (ook: piccolo), klarinet, basklarinet, hoorn, piccolotrompet, viool, contrabas, slagwerk en piano, op. 28
- 1981 Double reed 1, voor hobo, op. 34
- 1981 Double reed 2, voor fagot en piano
- 1981 Aspects of Night, voor blokfluit en gitaar, op. 36
- 1986 366", voor solo trombone
- 2002 Trompettes de Mort, voor 2 trompetten, hoorn, trombone, tuba en piano
- Fanfare for Colchester, voor koperkwintet

### Werken voor orgel
- 1983 Deus ex machina

### Werken voor piano
- 1963 Instrumental Interludes, op. 2
- 1983 Study in Black & White nr. 1, op. 40
- 1992 Study in Black & White nr. 2
- 1995 Study in Black & White nr. 3

### Werken voor klavecimbel
- 1980 A dance to the music of time, op. 33

### Elektronische muziek
- 1970 Music for an Exhibition, klankinstallatie
- 1973 Sci-Fi, klankinstallatie
- 1995 Discover Oakwell, klankinstallatie
- 1997 Fearful Apathy, 8-kanaal bandrecorder

## Publicaties
- Creative Music Composition: The Young Composer's Voice, New York: Routledge, 2006, 288 p., ISBN 0-415-97467-4 ISBN 978-0-415-97467-7
- samen met Caroline Askew: The University of Huddersfield Department of Music Project: Women Composers, 12th-20th centuries, University of Huddersfield Department of Music, 1993. 10 p.